# Нижнее Займище
Нижнее Займище — деревня в Великоустюгском районе Вологодской области.
Входит в состав Верхневарженского сельского поселения, с точки зрения административно-территориального деления — в Верхневарженский сельсовет.
Расстояние по автодороге до районного центра Великого Устюга — 76 км, до центра муниципального образования Мякинницыно — 6 км. Ближайшие населённые пункты — Верхнее Чистяково, Нижнее Чистяково, Пасная.
По данным переписи в 2002 году постоянного населения не было.